# 麦地那门玫瑰圣母堂
麦地那门玫瑰圣母堂（Santa Maria del Rosario a Portamedina）是一座教堂，位于意大利那不勒斯历史中心西班牙区麦地那门的玫瑰街。

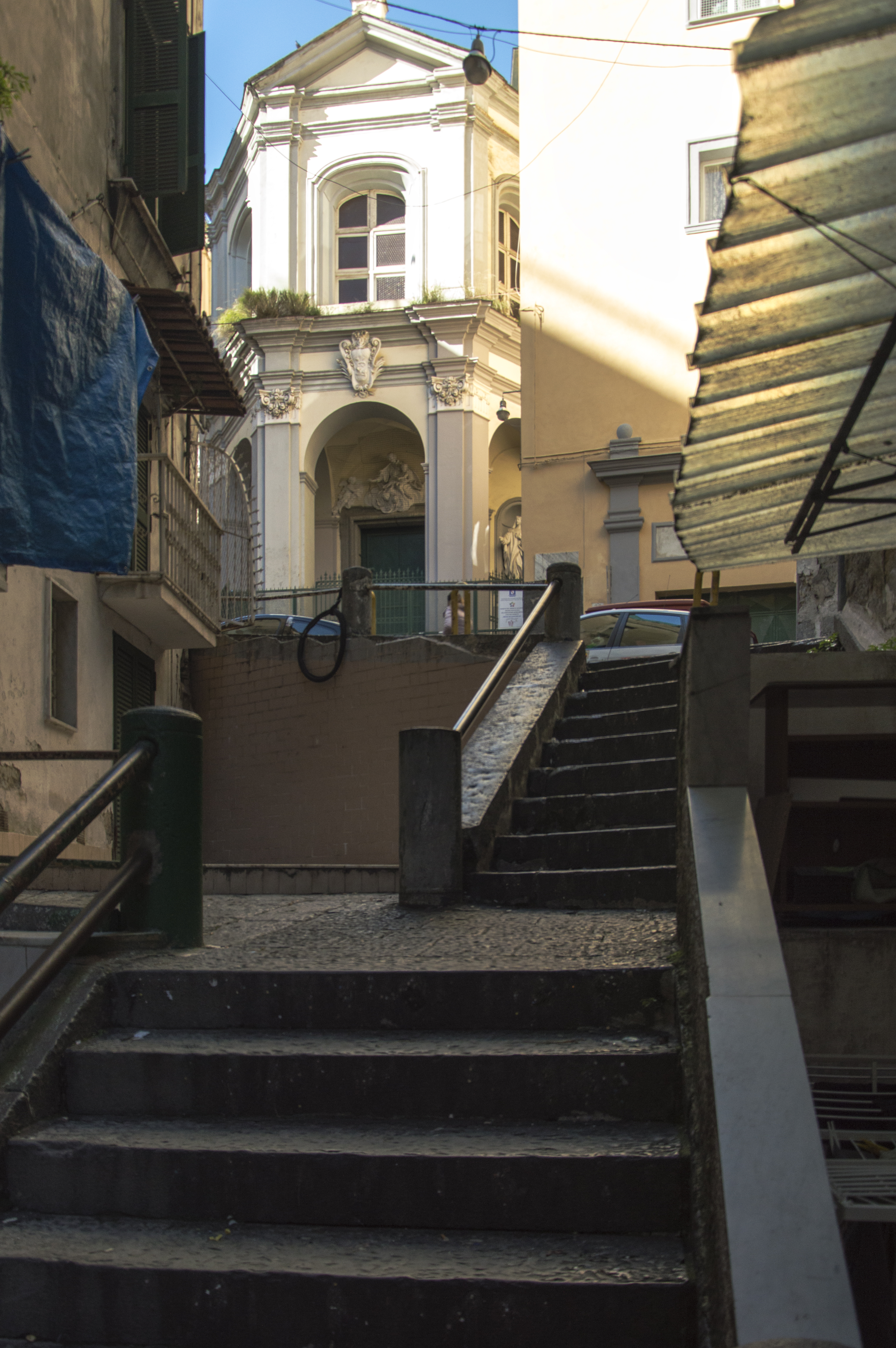
立面

该堂由圣神堂区始建于1568年，教堂和修道院在17世纪完成。从1724年至1742年，建筑群进行重建，成为今天的模样，属于洛可可装饰风格。可能是由多梅尼科·安东尼奥·瓦卡罗或他的追随者设计。1929年，道明会的学校交给玛利亚会的修女，1937年获法律承认。在二十世纪，建筑群进行扩建和改建。
立面面对一条狭窄的街道，有一个华丽的灰泥门廊。内部有两个小堂，一个长方形的后殿，没有圆顶。目前，教会不向公众开放。
40°50′46″N 14°14′45″E / 40.846221°N 14.245857°E